# Synthliboramphus
Synthliboramphus is een geslacht van vogels uit de familie alken (Alcidae). Het geslacht telt vijf soorten.

## Soorten
- Synthliboramphus antiquus  –  Zilveralk
- Synthliboramphus craveri  –  Craveri's alk
- Synthliboramphus hypoleucus  –  Xantus' alk
- Synthliboramphus scrippsi  –  Scripps' alk
- Synthliboramphus wumizusume  –  Japanse alk